# 대구 남구의 행정 구역
대구 남구의 행정 구역은 3개의 큰 법정동을 15개의 행정동으로 나눠서 관리하는 체계이다. 대구 남구의 면적은 18.43 km2이며, 인구는 2012년 9월 1일을 기준으로 다음과 같다.

## 행정 구역
| \| 행정동 \| 법정동 \| 한자 \| 면적 \| 세대 \| 인구 \| \| -------- \| ------ \| ------ \| ----- \| ------ \| ------- \| \| 이천동 \| 이천동 \| 梨泉洞 \| 1.09 \| 6,519 \| 15,545 \| \| 봉덕1동 \| 봉덕동 \| 鳳德洞 \| 0.49 \| 4,983 \| 10,173 \| \| 봉덕2동 \| 봉덕동 \| 鳳德洞 \| 3.07 \| 5,309 \| 13,076 \| \| 봉덕3동 \| 봉덕동 \| 鳳德洞 \| 2.69 \| 8,085 \| 19,023 \| \| 대명1동 \| 대명동 \| 大明洞 \| 0.45 \| 5,227 \| 12,494 \| \| 대명2동 \| 대명동 \| 大明洞 \| 0.83 \| 6,518 \| 13,654 \| \| 대명3동 \| 대명동 \| 大明洞 \| 0.94 \| 7,105 \| 15,191 \| \| 대명4동 \| 대명동 \| 大明洞 \| 0.71 \| 5,725 \| 13,113 \| \| 대명5동 \| 대명동 \| 大明洞 \| 0.92 \| 4,325 \| 9,151 \| \| 대명6동 \| 대명동 \| 大明洞 \| 1.50 \| 4,656 \| 10,554 \| \| 대명9동 \| 대명동 \| 大明洞 \| 3.38 \| 7,366 \| 16,488 \| \| 대명10동 \| 대명동 \| 大明洞 \| 0.50 \| 4,610 \| 10,490 \| \| 대명11동 \| 대명동 \| 大明洞 \| 0.87 \| 4,554 \| 10,127 \| \| 남구 \| 남구 \| 南區 \| 18.43 \| 76.982 \| 170,079 \| | 남구행정구역 |        |       |        |         |
| 행정동 | 법정동       | 한자   | 면적  | 세대   | 인구    |
| 이천동 | 이천동       | 梨泉洞 | 1.09  | 6,519  | 15,545  |
| 봉덕1동 | 봉덕동       | 鳳德洞 | 0.49  | 4,983  | 10,173  |
| 봉덕2동 | 봉덕동       | 鳳德洞 | 3.07  | 5,309  | 13,076  |
| 봉덕3동 | 봉덕동       | 鳳德洞 | 2.69  | 8,085  | 19,023  |
| 대명1동 | 대명동       | 大明洞 | 0.45  | 5,227  | 12,494  |
| 대명2동 | 대명동       | 大明洞 | 0.83  | 6,518  | 13,654  |
| 대명3동 | 대명동       | 大明洞 | 0.94  | 7,105  | 15,191  |
| 대명4동 | 대명동       | 大明洞 | 0.71  | 5,725  | 13,113  |
| 대명5동 | 대명동       | 大明洞 | 0.92  | 4,325  | 9,151   |
| 대명6동 | 대명동       | 大明洞 | 1.50  | 4,656  | 10,554  |
| 대명9동 | 대명동       | 大明洞 | 3.38  | 7,366  | 16,488  |
| 대명10동 | 대명동       | 大明洞 | 0.50  | 4,610  | 10,490  |
| 대명11동 | 대명동       | 大明洞 | 0.87  | 4,554  | 10,127  |
| 남구 | 남구         | 南區   | 18.43 | 76.982 | 170,079 |

## 연혁
- 1963년 1월 1일 구제 실시로 대구시 남구를 설치하였다.(4법정동)

| 법률 제1174호 대구시구설치에관한법률           |                                         |
| 구 행정구역 (법정동)                           | 신 행정구역                             |
| 대구시 남산동·대봉동·봉덕동·대명동(남부출장소) | 대구시 남구 남산동·대봉동·봉덕동·대명동 |
- 1965년 2월 1일 동 행정구역 개편 및 통폐합던졋다.[2] (15행정동)

15행정동 - 남산1동, 남산2동, 남산3동, 대봉1동, 대봉2동, 대봉3동, 봉덕1동, 봉덕2동, 대명1동, 대명2동, 대명3동, 대명4동, 대명5동이천동
- 1970년 7월 1일 봉덕2동이 봉덕3동으로, 대명4동이 대명6동으로, 대명3동이 대명7동으로, 대명2동이 대명8동으로 분동하였다.[3] (17행정동)
- 1975년 10월 1일 남산1동이 남산2동에 합동, 남산3동을 남산1동으로 개칭하였고, 대명1동을 대명9동, 대명10동으로 분동하였다. (18행정동)
- 1979년 1월 1일 대명1동이 대명11동으로 분동하였다.[4] (19행정동)
- 1980년 4월 1일 남산동 일원(남산1동, 남산2동), 대봉동 일부(대봉1동, 대봉3동), 대명동 일부(대명4동, 대명6동)를 중구에 편입하였고,[5], 남구 대봉동을 이천동으로 개칭[6], 남은 대봉3동을 이천1동으로 개편, 대봉2동을 이천2동으로, 대명11동을 대명4동으로, 대명10동을 대명6동으로 개칭하였다.[7] (14행정동 3법정동)

| 대통령령 제9630호 서울특별시은평구등7개구설치및구관할구역조정에관한규정 |                    |
| 구 행정구역 (법정동)                                                    | 신 행정구역        |
| 남구 남산동/대명동 일부·대봉동 일부                                     | 중구 남산동·대봉동 |
| 남구 대봉동 일부                                                        | 남구 이천동        |
- 1980년 12월 1일 중구 남산동 693-7번지(남문시장네거리)에서 봉덕동 565-5번지로 구 청사를 이전하였다.
- 1981년 7월 1일 달성군 월배읍 일원을 편입하여, 대구직할시 남구 승격, 월배출장소 설치하였다.
- 1982년 9월 1일 월배1동, 월배2동, 송현동 설치하였다.
- 1983년 3월 15일 월배3동 설치하였다.
- 1985년 12월 1일 대명1동이 대명10동으로, 대명6동이 대명11동으로 분동하였다.
- 1987년 1월 1일 서구 본리동 일부(구마로 이남)를 남구에 편입하여 본동 신설하였다.[8]

| 대통령령 제12007호 시·군·구·읍·면의관할구역변경및면의명칭변경에관한규정 |             |
| 구 행정구역 (법정동)                                                    | 신 행정구역 |
| 서구 본리동 일부                                                        | 남구 본동   |
- 1987년 6월 15일 송현동이 송현1동, 송현2동으로 분동하였다.
- 1988년 1월 1일 아래 도표와 같이 남구의 일부를 관할로 하여 달서구가 신설되었고[9], 월배을칠고군팔앗다.

| 대통령령 제12367호 서울특별시송파구등13개구설치와구의관할구역변경에관한규정 |                                                                         |
| 구 행정구역 (법정동)                                                        | 신 행정구역                                                             |
| 남구 월성동·대천동·월암동·상인동·도원동·진천동·대곡동·유천동·송현동·본동    | 남구월성동·대천동·월암동·상인동·도원동·진천동·대곡동·유천동·송현동·본동 |
| 남구 이천동·봉덕동·대명동                                                   | → (종전과 동일)                                                         |
- 1988년 5월 1일 자치구로 승격하였다.[10]
- 1995년 1월 1일 대구광역시 남구로 개칭하였다.
- 1998년 7월 1일 이천1동, 이천2동이 이천동으로, 대명2동, 대명8동이 대명2·8동으로, 대명3동, 대명7동이 대명3·7동으로 합동하였다.[11]
- 2002년 1월 1일 대명3·7동이 대명3동으로 개칭하였다.[12]
- 2003년 4월 1일 대명2·8동이 대명2동으로 개칭하였다.[13]